# Povilas Žičkus
Žičkus Povilas (ur. 1911, zm. 1997) – członek organizacji „Żelazny Wilk“ oraz LNP.
W latach 1942–1943 kierownik organizacyjnej dyrekcji litewskiej policji bezpieczeństwa w Kownie. Przedtem był inspektorem i kierownikiem politycznego, a później – administracyjnego wydziałów departamentu policji bezpieczeństwa. Aktywny członek Związku Bojowników o Wolność Litwy. Za działalność podziemną 14 maja 1944 r. aresztowany przez gestapo i wywieziony do więzienia do Niemiec.